# 5606 Muramatsu
5606 Muramatsu (1993 EH) là một tiểu hành tinh vành đai chính được phát hiện ngày 1 tháng 3 năm 1993 bởi S. Otomo ở Kiyosato.